# Базельский мирный договор (22 июля 1795)

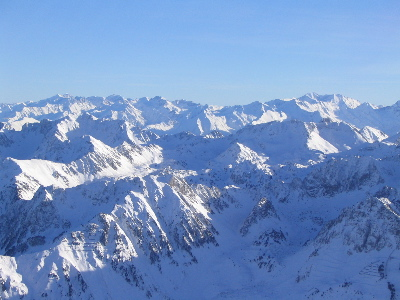
Место бывших военных действий французской армии (Пиренеи)

Базельский мирный договор — мирный договор, заключённый между Французской республикой и Испанией 22 июля 1795 года в Базеле, Швейцария. Договор был подписан со стороны Франции её дипломатическим представителем в Швейцарии Бартелеми, со стороны Испании — испанским послом в Польше Ириарте. Договор выводил Испанию из состава сил первой антифранцузской коалиции вслед за Пруссией, оформившей чуть ранее сепаратный мир с Францией, также в Базеле. Франции удалось добиться расчленения коалиции и обеспечить юго-западные рубежи страны от вторжения интервентов.

## История
Переговоры о заключении мира велись уже после событий 9 термидора, в то время, когда французские армии перешли Рейн и Пиренеи. Во внешней политике Франции начали определяться стремления к захвату, которые выразились в настойчивых требованиях об уступке Франции Луизианы и Сан-Доминго.
Правительство Годоя вступило в переговоры с Францией в апреле 1795 года, когда из коалиции вышла Пруссия, а французская армия заняла Сан-Себастьян и подходила к Памплоне. Боязнь революции в Испании вынудила Годоя торопиться с заключением мира. Однако ему было необходимо соблюсти видимость достижения коалиционных целей. Инструкции, которые Годой дал Ириарте, сводились к следующему: восстановить католическую религию во Франции, репатриировать эмигрантов (духовных лиц) и заключить оборонительный союз с Испанией.
Франция рассматривала эти требования как бесцеремонное вмешательство в её внутренние дела. Бартелеми категорически отверг первые два пункта испанского проекта и потребовал включения в мирный договор условий, согласно которым Франция должна была получить Сан-Себастьян и Фуэнтеррабию, Луизиану и испанскую часть острова Гаити (Сан-Доминго).
Годой стремился к заключению более выгодного мира, поэтому, не прерывая переговоров в Базеле, он связался с французским комиссаром в Сан-Себастьяне Мильо. Комитет общественного спасения пригрозил прервать мирные переговоры. После этого Годой дал указания Ириарте ускорить заключение договора, и договор был подписан.

## Условия
Договор состоял из 20 статей. По условиям договора Франция возвратила Испании завоёванные ею территории (Гипускоа, часть Страны басков) (ст. 4), но взамен получила испанскую часть острова Сан-Доминго (ст. 9). Испания обязалась заключить союзный договор с Францией (ст. 13) и немедленно вступить в мирные переговоры с Голландией. Обмен ратификационными грамотами произошёл 23 августа 1795 года в Базеле.
Полный текст договора:
Мирный договор, заключенный в Базеле 4 термидора III года (22 июля 1795 г.) между Французской Республикой и Испанией.
    Французская Республика и Его Величество король Испании, одинаково воодушевленные желанием положить конец бедствиям разделяющей их войны, глубоко убеждены, что между двумя народами существуют соответствующие интересы, требующие взаимной дружбы и добра. Понимая и желая посредством прочного и продолжительного мира восстановить добрую гармонию, которая в течение длительного времени постоянно была основой отношений двух стран, они несли ответственность за эти важные переговоры, а именно:
    Французская Республика, гражданин Франсуа-Бартелеми, ее посол в Швейцарии;
    И Его Католическое Величество, Его Полномочный Министр и Чрезвычайный Посланник Королю и Польской Республике Дон Доминго д'Ириарте, кавалер королевского ордена Карла III и т. д.
    Которые, обменявшись полномочиями, приняли следующие статьи:
I.Между Французской Республикой и королем Испании будет мир, дружба и хорошее взаимопонимание.
II.Следовательно, все военные действия между двумя Договаривающимися Державами прекратятся с момента обмена ратификациями настоящего договора: и ни одна из них не сможет с того же времени обеспечить против другой, в каком бы то ни было качестве и по какой бы то ни было причине, никакой помощи или контингента, будь то люди, лошади, еда, деньги, военное снаряжение, суда или что-либо еще
III.Одна из Договаривающихся держав не может предоставлять проход через свою территорию неприятельским войскам другой.
IV. Французская Республика возвращает королю Испании все завоевания, которые она совершила над ним в ходе текущей войны. Войска будут выведены из всех завоёванных мест и стран Французскими властями в течение пятнадцати дней после обмена ратификациями этого договора.
V. Крепости, упомянутые в предыдущей статье, будут возвращены Испании вместе с пушками, военным снаряжением и имуществом для использования этих крепостей, которое будет существовать там во время подписания настоящего договора.
VI. Пожертвования, поставки, снабжение и военные услуги полностью прекратятся через пятнадцать дней после подписания настоящего акта о мире. Вся задолженность, причитающаяся к этому моменту, а также примечания и обещания, данные или заключенные в этом отношении, не будут иметь силы. Все, что будет взято или собрано после вышеупомянутого периода, сначала будет возвращено бесплатно или оплачено наличными.
VII. Вскоре он будет назначен обеими сторонами комиссаров для разработки пограничного договора между двумя державами.  В отношении земель, которые были спорными до нынешней войны, они возьмут, насколько это возможно, за основу совместного договора гребень гор, образующих склоны вод Франции и Испании.
VIII. Каждая из Договаривающихся Держав может по истечении одного месяца после обмена ратификациями настоящего договора содержать на своих границах только то количество войск, которое было принято содержать там до настоящей войны.
IX.В обмен на реституцию, предусмотренную статьей 4, король Испании для себя и своих преемников уступает и отказывается в полную собственность Французской Республике всю испанскую часть острова Сен-Доминго на Антильских островах. Через месяц после того, как на этом острове станет известно о ратификации этого договора, испанские войска должны быть готовы покинуть места, порты и учреждения, которые они там занимают, и передать их войскам Французской Республики в тот момент, когда эти - они придут, чтобы завладеть им. Упомянутые выше места, порты и учреждения будут переданы Французской Республике вместе с пушками, военным снаряжением и имуществом, необходимым для их защиты, которое будет там существовать в то время, когда в Санто-Доминго станет известно о настоящем договоре. Жители испанской части Санто-Доминго, которые по тем или иным причинам предпочтут переехать со своим имуществом во владения Его Католического Величества, смогут сделать это в течение одного года со дня заключения настоящего договора. Соответствующие генералы и командиры двух стран проведут консультации относительно мер, которые необходимо принять для выполнения этой статьи.
X.Оно будет предоставлено соответственно лицам двух наций, освобождение от имущества, доходов, товаров, какого бы рода они ни были, задержанных, арестованных или конфискованных из-за войны, которая произошла между Французской Республикой и Его Католическим Величеством, а также незамедлительно обеспечить правосудие в отношении любых особых претензий, которые эти лица могут иметь в государствах обеих Договаривающихся Держав.
XI. До заключения нового торгового договора между договаривающимися сторонами все связи и торговые отношения будут восстановлены между Францией и Испанией на том уровне, на котором они были до настоящей войны.  Все французские купцы будут иметь право вернуться в Испанию и принять на себя управление своими торговыми предприятиями, а также основать новые по своему усмотрению, подчиняясь, как и все другие люди, законам и обычаям страны.  Испанские торговцы будут пользоваться той же возможностью во Франции и на тех же условиях.
XII.Все пленные, взятые соответственно с начала войны, независимо от разницы в количестве и званиях, включая матросов и матросов, взятых с французских или испанских судов, или других стран, а также вообще все задержанные с той или иной стороны по причине войны, будут возвращены не позднее, чем через два месяца после обмена ратификационными грамотами настоящего договора, без какого-либо повторения с той или иной стороны, однако с выплатой долгов на особых условиях, на которых они могли заключить договор во время своего плена. То же самое будет использовано с Что касается больных и раненых сразу после их выздоровления, с обеих сторон будут немедленно назначены комиссары для приведения в исполнение настоящей статьи.
XIII.В вышеупомянутый обмен также будут включены португальские пленные, входящие в состав португальских войск, которые служили в армиях и на кораблях Его Католического Величества.  Взаимность будет иметь место в отношении французов, захваченных португальскими войсками.
XIV.Тот же мир, дружба и доброе взаимопонимание, предусмотренные этим договором между Францией и королем Испании, будут иметь место между королем Испании и Республикой Соединенных Провинций, союзницей Французской Республики.
XV.Французская Республика, желая засвидетельствовать дружбу с Его Католическим Величеством, принимает её посредничество в пользу королевы Португалии, короля Неаполя, короля Сардинии, инфанта Пармы и других государств Италии для восстановления мира. между Французской Республикой и каждым из этих принцев и государств
XVI.Французская Республика, зная, какую заинтересованность Его Католическое Величество проявляет во всеобщем умиротворении Европы, также соглашается приветствовать его добрые услуги в пользу других воюющих держав, которые свяжутся с ним, чтобы вступить в переговоры с французским правительством.
XVII.Этот договор вступит в силу только после его ратификации договаривающимися сторонами, а обмен ратификациями будет произведен в течение одного месяца, или, вернее, если возможно, с этого дня.
В удостоверение чего мы, нижеподписавшиеся Полномочные Представители Французской Республики и Его Величества Короля Испании, в силу наших полномочий подписали настоящий договор о мире и дружбе и скрепили его нашими соответствующими печатями.

Совершено в Базеле, четвертого числа месяца Термидора третьего года Французской Республики (22 июля 1795 г.)
    Франсуа Бартелеми
    Доминго Д'Ириарте
ОТДЕЛЬНЫЕ И СЕКРЕТНЫЕ СТАТЬИ.
I.Французская Республика может в течение пяти лет подряд с момента ратификации настоящего договора изымать из Испании андалузских кобыл и жеребцов, а также мериносовых овец и баранов, максимум до 50 жеребцов, 150 кобыл, 1000 овец и 100 баранов в год
II.Французская Республика, принимая во внимание интерес, проявленный королем Испании к судьбе дочери Людовика XVI, соглашается передать ее ему в том случае, если Венский двор не примет предложение, которое было сделанное относительно выдачи этого ребенка французским правительством.  Если ко времени ратификации этого договора Венский двор еще не объяснился по поводу обмена, предложенного ему Францией, Его Величество обратится к императору, чтобы узнать у него, положительно ли это намерение отказаться от присоединиться к этому соглашению, и в случае положительного ответа Французская Республика передаст этого ребенка Его Католическому Величеству.
III.Положения статьи 15 этого договора «и других государств Италии» могут быть применены к государствам Папы только в том случае, если этот принц не считается находящимся в настоящее время в мире с Французской Республикой и когда ему потребуется вступить с ней в переговоры о восстановлении доброй гармонии.
Настоящие три отдельные и секретные статьи будут иметь такую же силу, как если бы они были слово в слово включены в основной договор, заключенный и подписанный сегодня, и они также будут ратифицированы P.C.
    В удостоверение чего мы, нижеподписавшиеся Полномочные представители Французской Республики и Его Католического Величества, в силу своих полномочий подписали настоящие отдельные и секретные статьи и скрепили их соответствующими печатями.
    Совершено в Базеле 4 термидора III года (22 июля 1795 г.).
    Франсуа Бартелеми

    Доминго Д'Ириарте